# Magnificat (Palestrina)
Giovanni Pierluigi da Palestrina compôs 35 variações do Magnificat.
Magnificat (também conhecida como Canção de Maria ou Canto de Maria) é um cântico entoado (ou recitado) frequentemente na liturgia dos serviços eclesiásticos cristãos. O texto do cântico vem diretamente do Evangelho segundo Lucas (Lucas 1:46–55), onde é recitado pela Virgem Maria por ocasião da Visitação a sua prima Isabel. Na narrativa, após Maria saudar Isabel, que está grávida de João Batista, a criança se mexe dentro do útero de Isabel. Quando esta louva Maria por sua fé, Maria entoa o Magnificat como resposta.

## Magnificats de Palestrina
- Magnificat octo tonum – Liber primus[3].
  - 16 magnificats à 4 (with sections à 3

- Magnificat octo tonum – Liber secundus

8 magnificats à 5,6
- - Primi toni à 4,5
  - Secundi toni à 4,5,6
  - Tertii toni à 3,4,5
  - Quarti toni à 3,4,5
  - Quinti toni à 4,5
  - Sexti toni à 4,5
  - Septimi toni à 4,6
  - Octavi toni à 4,5

- Magnificat octo tonum – Liber tertius

8 magnificats à 5,6.
- - Primi toni à 4,5,6
  - Secundi toni à 4,5,6
  - Tertii toni à 4,5,6
  - Quarti toni à 4,5,6,7
  - Quinti toni à 4,5,6
  - Sexti toni à 3,4,5,6,7
  - Septimi toni à 4,5,6
  - Octavi toni à 4,6

- Appendix
  - Magnificat primi toni à 8
  - Magnificat quarti toni à 3,4
  - Magnificat sexti toni à 3,4,5